# Miguel Antônio Ciera
Miguel Antônio Ciera, também grafado como Miguel de Ciera (Pádua, ? — Lisboa, 10 de setembro de 1782) foi um astrônomo, cartógrafo, geógrafo, cosmógrafo, desenhista, intelectual e músico italiano que prestou importantes serviços para a Coroa portuguesa. Em um primeiro momento, participou ativamente nas demarcações de limites fronteiriços na América do Sul e ajudou na evacuação das tropas portuguesas da Região das Missões no contexto da Guerra Guaranítica. Posteriormente, retornou para Portugal onde colaborou para a fundação do Real Colégio dos Nobres em Lisboa e ocupou importantes postos, tanto nesse colégio quanto na Universidade de Coimbra.

## Biografia
Chegou a Lisboa por volta de junho de 1751, onde foi contratado pela Coroa Lusitana para trabalhar nas demarcações de fronteiras do sul da América meridional, conforme o que foi acordado entre os reis de Portugal e Espanha no Tratado de Madrid (1750). Durante o curto período em que ficou solo lisboeta, pôde observar um eclipse lunar juntamente a outros colegas estrangeiros, entre eles Miguel Ângelo de Blasco. Ainda solteiro, embarcou na nau Nossa Senhora da Lampadoza com destino ao Brasil no mesmo ano de 1751.

### Atuação na América do Sul
Em terras americanas, trabalhou nas atividades demarcadoras da terceira partida do sul, realizando observações astronômicas e elaborando de cartas geográficas. Contando sempre com a ajuda de João Bento Pithon, Ciera elaborou importantes trabalhos cartográficos. Em junho de 1753, saíram da Ilha Martín Garcia comandados por José Custódio de Sá e Faria. Acompanhou o Primeiro Comissário português, Gomes Freire de Andrade, quando este comandou as tropas portuguesas encaminhadas à Região das Missões com o objetivo de proceder na evacuação em razão da Guerra Guaranítica. Nessa conjuntura, teve uma atuação significante em meio ao conflito, chegando a ser elogiado por Freire de Andrade, bem como presenciou a Batalha de Caiboaté que resultou na morte da liderança indígena Sepé Tiaraju pelas tropas luso-espanholas.

### O regresso a Portugal

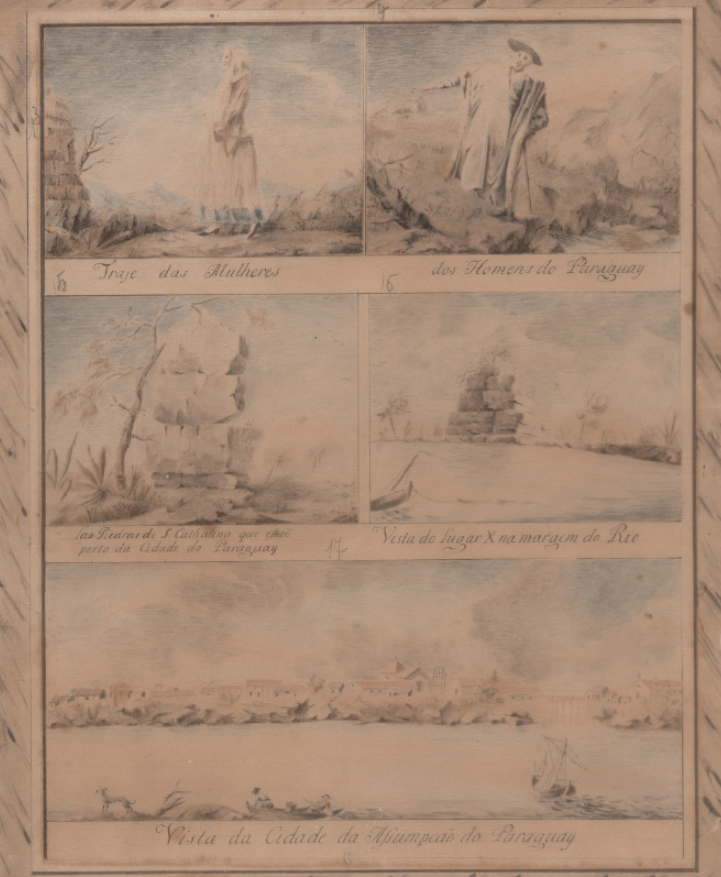
Uma aquarela do Mappa geographicum (1758)

Em 1756, o monarca D. José I solicitou o regresso de Ciera a Portugal para que lá continuasse a prestar os seus serviços. Assim sendo, em julho desse ano já encontrava-se em Lisboa, onde mais tarde, em 1761, viria a contrair matrimônio com Antônia Margarida Violante de Lima, tendo como padrinhos de casamento Sebastião José de Carvalho e Melo e o irmão deste, Francisco Xavier de Mendonça Furtado. Com Antônia Margarida, teve quatro filhos; entre eles Francisco António Ciera que, seguindo os passos do pai, tornou-se um renomado cartógrafo.
Nos primeiros dois anos de sua volta a Lisboa, Ciera ficou ainda envolvido com os trabalhos referentes à demarcação, seja finalizando, seja copiando os trabalhos cartográficos sul-americanos. Em 1758 elaborou um de seus trabalhos mais significativos em dedicação ao monarca D. José I, o Mappa geographicum quo flumen Argentum, Paranà et Paraguay [...], um conjunto de aquarelas em que Ciera apresenta diversas características acerca da região do Prata, envolvendo plantas topográficas e arquitetônicos, desenhos da fauna e da flora loca e dos costumes típicas dos cidadãos, além de diversas paisagens da referida região.

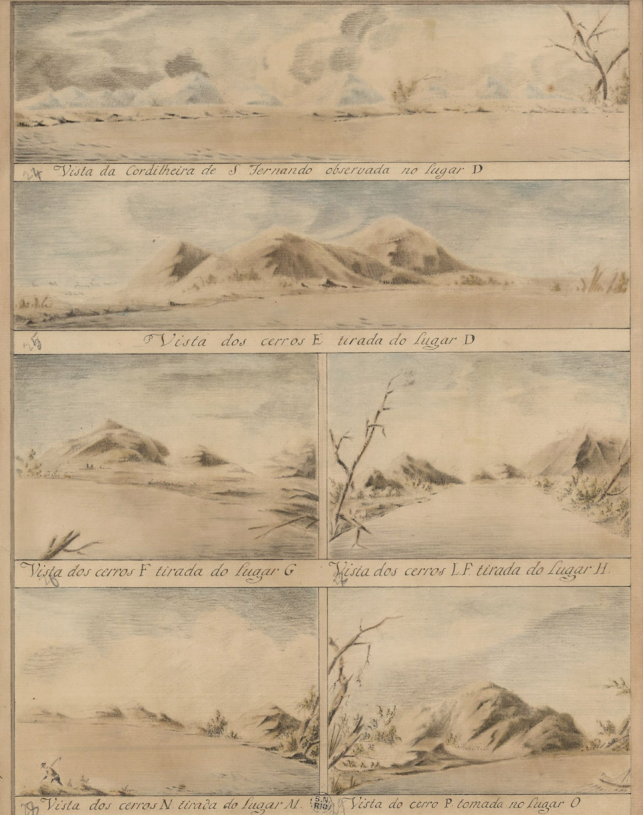
Paisagens em aquarela feitas por Miguel Antônio Ciera (1758)

### Real Colégio dos Nobres
Dois anos depois, sob a orientação do Marques de Pombal, participou dos esforços empenhados para a organização do Real Colégio dos Nobres de Lisboa, sobretudo através das correspondências trocadas com indivíduos renomados da Itália, entre eles o professor da Universidade de Pádua, Jacopo Facciolati, que, inclusive, havia sido o escolhido para ocupar o cargo de diretor do dito colégio que se pretendia estabelecer. Contudo, o erudito italiano recusou o convite, o que não pôs fim às conversas entre ele e Ciera, que almejava conseguir dois professores da Itália, um de Física e outro de Álgebra.
Nos anos seguintes, Ciera viu-se imerso nas atividades relativas ao Real Colégio dos Nobres. Em 1765, conquistou a importante nomeação para o posto de Prefeito dos Estudos, cargo esse que exigia, para além de virtudes exemplares, a instrução nas Belas-Letras e o domínio com excelência da escrita em Latim. Como Prefeito dos Estudos, lhe competia recitar uma Oração de Sapiência no primeiro dia de cada ano letivo; avaliar os trabalhos desenvolvidos pelos alunos nas férias e, também, verificar o desempenho dos professores; e, por fim, ler um relatório resumido, a frente de toda comunidade acadêmica, sobre os progressos alcançados pelos colegiais e o funcionamento da instituição ao fim de cada ano letivo. Na ocasião da abertura oficial do Real Colégio dos Nobres, em março de 1766, Ciera pronunciou um discurso em tom de alerta para a necessidade de reviver as ciências e as Belas Letras em Portugal.
Para uso de seus alunos e a pedido do Marquês de Pombal, Ciera publicou Os Três Livros de Cícero Sobre as Obrigações Civis numa tradução inédita para língua portuguesa.

### Universidade de Coimbra
No fim do ano de 1772, Miguel de Ciera foi transferido para a Universidade de Coimbra, ocasião em que D. José I ordenou a abolição do ensino científico no Colégio dos Nobres, transferindo os seus professores e instrumentos de astronomia e física experimental para Coimbra. Da tarefa do correto transporte desses instrumentos, ficou encarregado Ciera. Em Coimbra, desempenhou um papel fundamental na reforma da Universidade durante o período pombalino, sobretudo na reformulação dos estudos referentes à Medicina e Matemática, a última influenciada diretamente pelas ideias de Luís António Verney e outros iluministas. Assim sendo, a reforma pombalina na Universidade de Coimbra criou uma Faculdade de Matemática, processo em que Ciera viu-se inteiramente engajado. Ainda no mesmo ano, foi nomeado lente da disciplina de Astronomia, recebendo logo em seguida o grau de Doutor; e compôs o II Sacrifício de Pastori, um libreto de ópera de temática pastoril em homenagem ao aniversário de D. José I.

### Retorno a Lisboa e falecimento
Como professor da Faculdade de Matemática da Universidade de Coimbra, lecionou até janeiro de 1780, quando foi novamente transferido para Lisboa, agora como lente da Aula de Navegação, onde ensinou trigonometria esférica e navegação teórica. Pouco tempo depois de seu retorno, veio a falecer em 10 de setembro de 1782).